# Roscelinus
Roscelinus (el. Roscellinus Compendiensis og Rucellinus) (født ca. 1050 i Compiègne, Frankrig, død ca. 1121), var en nominalistisk filosof og teolog. 

## Levned
Roscelinus er den første kendte skolastiker i egentlig forstand, men hans værker er ikke overleveret til i dag, og hans doktriner er primært overleveret gennem Anselm af Canterbury, Peter Abelard og Johannes af Salisbury.
Den eneste tekst, vi har fået overleveret fra Roscelinus selv, er et brev skrevet til Abelard om treenigheden. Brevet er dog mest kendt for at beskrive Abelard nedsættende pga. hans uheldige omstændigheder (kastration).
Han studerede i Soissons og Reims i Frankrig og blev derefter tilknyttet katedralen i Chartres og derefter kannik i Compiègne. I 1092 blev hans fortolkning af treenigheden imidlertid fordømt på et koncil ledet af ærkebiskoppen af Reims. Han trak sine påstande tilbage, formodentlig for at undgå at blive stenet af en folkemængde. Roscelinus flygtede til England, men gjorde sig også dér upopulær ved at angribe Anselm af Canterburys doktriner. Roscelinus måtte endnu en gang flygte, denne gang til Rom, hvor han igen blev forligt med kirken. Han vendte så tilbage til Frankrig for at undervise i Tours og Loche i Bretagne. Her havde han Abelard som elev. Til slut blev han kannik i Besançon. Det seneste tidspunk, hans navn nævnes, er i 1121, da han talte imod Abelards syn på treenigheden.

## Doktriner
Roscelinus regnes for ophavsmanden til nominalismen – og det i en ekstrem form. Han stod således for en ekstrem udgave af standpunktet om, at det partikulære kommer før det almene. Ifølge Roscelinus var universalerne (almenbegreberne) kun et pust med stemmen (flatus vocis). Med den, mente han, at universalerne kun var ord og dermed rent fysiske begivenheder. Rigtigt farligt blev det, da han skrev, at det kun var vores ord, der forhindrede os i at opfatte treenighedens tre dele som tre forskellige substanser (dvs. tre guder). Hvis de tre reelt var én substans (una res), var vi tvunget til at mene, at Faderen og Helligånden blev inkarneret sammen med Sønnen. Denne påstand måtte han trække tilbage i på konciliet i Reims (1092).